# Iablucine, Bilohirsk
Iablucine (în ucraineană Яблучне) este un sat în comuna Krînîcine din raionul Bilohirsk, Republica Autonomă Crimeea, Ucraina.

## Demografie
Componența lingvistică a localității Iablucine
     Rusă (74,88%)
     Tătară crimeeană (16,28%)
     Ucraineană (8,84%)
Conform recensământului din 2001, majoritatea populației localității Iablucine era vorbitoare de rusă (74,88%), existând în minoritate și vorbitori de tătară crimeeană (16,28%) și ucraineană (8,84%).